# Netemo sametemo
Netemo sametemo, noto anche col titolo internazionale di Asako I & II, è un film del 2018 diretto da Ryūsuke Hamaguchi, tratto dall'omonimo romanzo di Tomoka Shibasaki.

## Trama
Asako, timida studentessa di Osaka, incontra Baku di cui si innamora, ricambiata. Per sempre o almeno così vorrebbe Asako. Bello e volubile, Baku le promette l'eternità ma poi un giorno sparisce, lasciando Asako senza respiro. Due anni più tardi a Tokyo, Asako ritrova il suo doppio perfetto. Da principio turbata, si lascia andare di nuovo all'amore, che ha il volto di Baku ma il carattere gentile di Ryohei. Con lui comincia una nuova vita e sperimenta una nuova relazione sentimentale, più profonda, meno impetuosa. 
Cinque anni dopo, Asako e Ryohei vivono felicemente insieme. Un giorno, Asako scopre che Baku è diventato un famoso attore e modello. Trova il coraggio di dire a Ryohei che il suo iniziale interesse romantico per lui era dovuto alla sua somiglianza con Baku, e lui accetta di buon grado la sua confessione, permettendole di chiudere un occhio. Tuttavia, Baku si presenta all'improvviso al suo appartamento e annuncia il suo ritorno il giorno dopo. La stessa sera, Baku si presenta in un ristorante dove gli amici di Asako e Ryohei stanno festeggiando il loro fidanzamento e chiede ad Asako di lasciare Ryohei nel bel mezzo della cena. Asako scopre che i suoi sentimenti per Baku sono ancora irrisolti e se ne va bruscamente con lui, sconvolgendo Ryohei. 
Viaggiano insieme verso nord per alloggiare a casa dei genitori di Baku, attualmente disabitata per la stagione, ma, durante il viaggio, Asako si rende conto di essere stata superficiale a sceglierlo al posto di Ryohei. Alla fine, Asako torna da Ryohei, ma lui rifiuta la sua compagnia. Entrambi giungono alla conclusione che Asako ha ferito Ryohei al punto che potrebbe non potersi più fidare di lei, e lei accetta questo come una conseguenza della loro relazione.

## Riconoscimenti
- 2018 - Festival di Cannes
  - In concorso per la Palma d'oro